# D Fun Pak
D Fun Pak är en EP som släpptes den 20 oktober 2003 av Tenacious D. Den innehåller fyra låtar. "The Jesus Ranch" spelades under deras självbetitlade TV-serie som gick på HBO.

## Låtlista
1. "Cave Intro" - 0:46
2. "Kyle Quit the Band" - 2:10
3. "Jesus Ranch" - 2:21
4. "Explosivo (Mocean Worker's Megamix)" -5:02